# 米国国立医学図書館分類法
米国国立医学図書館分類法（べいこくこくりついがくとしょかんぶんるいほう、National Library of Medicine classification, NLM classification, NLMC）は、医学分野の資料を対象とする図書分類法である。アルファベット1、2字で主題の分類を大まかに示し、それに続く数字で細分するというアメリカ議会図書館分類表 (LCC) の手法を基にしており、たとえば「QW 279」は微生物学または免疫学に関する本を表す。1951年に「米国陸軍医学図書館分類法」として発表された。冊子体での刊行は1999年発行の改訂第5版で終了し、2002年版から電子版へ移行し毎年改訂されるようになり、2017年からは夏と冬の年2回改訂となった。
NLMCの、アルファベット1字または2字のコードには、「QS」から「QZ」と「W」から「WZ」というある限られた範囲の文字しか使用されない。これは、LCCで使用されていない部分を利用しているためで、それにより医学以外の分野もカバーするLCCとの併用を可能にしている。しかし、LCCにはNLMCと重複する3つのコード（QM - 人体解剖学、QR - 細菌学、R - 医療）が含まれており、誤解を避けるためNLMではこの3つのコードは使われない。英字1、2字のコードごとの分類表には、簡潔な形で見出しが定義されており（例： QW - 微生物学と免疫学、WG - 心臓血管系）、その全体でNLMCがカバーする主題の概略を表す。各見出しは大雑把に解釈され、生理的システム、それらと関連がある特徴、主に関係する身体部位、従属する関連領域を含む。NLMCは階層的で、各々の分類表の中では通常、器官による分類が優先される。
各分類表の先頭には、参考図書やその分野の総記が置かれ、これは一部の下位分類でも同様である。分類表のうち「WZ 220-270」以外は、1913年以降に発行された作品を対象としており、1801年から1913年発行の著作については別表（19世紀分類表）が用意されている。1801年以前に発行されたものには「WZ 220-270」が使用される。
日本では約50の大学図書館で使用されているが、医学書専用の分類法のため基本的に日本十進分類法 (NDC) などとの併用である。日本語版は日本医学図書館協会から発行されている。

## 分類一覧
基礎医学 Preclinical Sciences
- QS 人体解剖学 Human Anatomy
- QT 生理学 Physiology
- QU 生化学 Biochemistry
- QV 薬理学 Pharmacology
- QW 微生物学と免疫学 Microbiology & Immunology
- QX 寄生虫学 Parasitology
- QY 臨床病理学 Clinical Pathology
- QZ 病理学 Pathology

医学および関連主題 Medicine and Related Subjects
- W 医業 Health Professions
- WA 公衆衛生 Public Health
- WB 臨床医学 Practice of Medicine
- WC 伝染病 Communicable Diseases
- WD 全身性疾患、代謝性疾患、環境由来の疾患など Disorders of Systemic, Metabolic, or Environmental Origin, etc.
- WE 筋骨格系 Musculoskeletal System
- WF 呼吸器系 Respiratory System
- WG 心臓血管系 Cardiovascular System
- WH 血液系とリンパ系 Hemic and Lymphatic Systems
- WI 消化器系 Digestive System
- WJ 泌尿生殖器系 Urogenital System
- WK 内分泌系 Endocrine System
- WL 神経系 Nervous System
- WM 精神医学 Psychiatry
- WN 放射線医学。画像診断 Radiology. Diagnostic Imaging
- WO 外科学 Surgery
- WP 婦人科学 Gynecology
- WQ 産科学 Obstetrics
- WR 皮膚科学 Dermatology
- WS 小児科学 Pediatrics
- WT 老年医学。慢性疾患 Geriatrics. Chronic Disease
- WU 歯科学。口腔外科学 Dentistry. Oral Surgery
- WV 耳鼻咽喉科学 Otolaryngology
- WW 眼科学 Ophthalmology
- WX 病院その他の保険医療施設 Hospitals & Other Health Facilities
- WY 看護学 Nursing
- WZ 医学史 History of Medicine
- 19世紀分類表 19th Century Schedule